# Spendiner See
Der Spendiner See ist ein 21 Hektar großer See innerhalb der Gemeinde Dobbertin im Landkreis Ludwigslust-Parchim in Mecklenburg-Vorpommern.

## Geografie
Das wenig gegliederte Gewässer besitzt maximale Ausdehnungen von etwa 635 × 525 Metern und bildet nach Süden eine Bucht aus. Dort beginnt die Jasenitz, der Abfluss des Sees, die das Wasser weiter durch die Lüschow in den Dobbertiner See abführt. Zuflüsse erhält der Spendiner See durch zwei Gräben am West- und Ostufer. Der namensgebende Ort Spendin liegt etwa 1,2 Kilometer vom Westufer entfernt. Das Nordostufer und Teile des Südufers sind bewaldet. Der See ist von einem Schilf- und Baumgürtel umgeben. Die mit über fünf Metern tiefste Stelle liegt im östlichen Bereich des Seebeckens.

## Geschichte
Die Ersterwähnung des Spendiner Sees als See Spandine erfolgte 1237 während der Erweiterung des Grundbesitzes des Klosters Dobbertin zwischen Dobbertin und Lohmen.
Von den klostereigenen Seen wurde vor 1790 auch der Spendiner See an den meistbietenden Fischer, in der Regel auf sechs Jahre zur Fischerei und winterlicher Rohrwerbung, verpachtet. Ab 1858 erfolgte bis 1920 auch die Verpachtung des Vorlandes des Spendiner Sees nach den ermittelten Klassifikationstabellen.
Im März 1908 kam es im Spendiner See zu einer großen Hechtpest, die in kurzer Zeit auch auf die Lüschow übergriff und dort ebenfalls den gesamten Hechtbestand vernichtete. 1939 wollte der Spendiner Domänenpächter Wilhelm Leplow aus fischereiwirtschaftlichen Gründen auf die Rohrwerbung im Spendiner See verzichten.

## Fauna
Im See kommen die Fischarten Aal, Hecht, Karpfen, Schlei und Weißfisch vor.

## Karten
- Wiebekingsche Karte 1786.
- Topographisch oekonomisch und militaerische Charte des Herzogthums Mecklenburg-Schwerin. Klosteramt Dobbertin mit der Sandpropstei vom Grafen Schmettau 1788.
- Charte von den Besitzungen des Klosters Dobbertin, Abteilung I. 1822, enthält Spendiner See angefertigt nach den vorhandenen Gutskarten Anno 1822 durch S. H. Zebuhr.
- Brouillion von dem Dorffelde Dobbertin zum Hochadel Kloster Dobbertin auf Verordnung Gemeinschaft Directorial Commission vermessen aus 1771 durch F. von See, retcitiert und gezeichnet im Jahre 1824 von C. H. Stüdemann.
- Charte von der Dorffeldmark Dobbertin, vermessen durch F. von See, eingeteilt und chartiert 1842/43 durch H. C. Stüdemann, copiert 1868 durch S. H. Zebuhr.
- Messtischblatt 1885, Dobbertin Nr. 2338. 1993.
- Wirtschaftskarte Forstamt Dobertin 1927/1928.
- Offizielle Rad- und Wanderkarte des Naturparks Nossentiner/Schwinzer Heide, 2010.

### Gedruckte Quellen
- Mecklenburgisches Urkundenbuch (MUB)

### Ungedruckte Quellen
Landeshauptarchiv Schwerin (LHAS)
- LHAS 3.2-3/1 Landeskloster/Klosteramt Dobbertin.